# 日本チアダンス協会
一般社団法人日本チアダンス協会（英: Japan Cheer Dance Association、略称: JCDA）は日本でチアダンス普及・統括を行う国内競技連盟である。

## 沿革
- 2005年6月1日 - 設立
- 2009年10月 - チアリーディングの国際競技連盟国際チア連合の日本の国内競技連盟日本スポーツチア&ダンス連盟の設立に協力[1]。
- 2019年5月27日 - H＆K赤坂レジデンスに移転。

日本チアダンス協会と日本スポーツチア&ダンス連盟（チアジャパン）は2019年5月中旬まで「東京都港区赤坂4丁目8番19号赤坂表町ビル西館5階」に同居していた。チアジャパンは新宿に移転した。

## 大会・イベント
- 全日本チアダンス選手権大会・全日本学生チアダンス選手権大会

## 加盟団体
- 日本学生チアダンス連盟